# Pojišťovna
Pojišťovna je finanční instituce, která pojišťuje, tj. na základě smlouvy o pojištění (pojistné smlouvy) s pojišťujícím subjektem (pojistníkem) a placení pojistného finančně kryje pojištěná rizika pojištěného subjektu (pojištěnce), tj. proplácí v případě škodní události (pojistné události) pojištěnému subjektu (pojištěnci) náhradu škody nebo její určenou část.
Pojištění některých rizik může být povinné ze zákona. V České republice je povinné ze zákona například zdravotní pojištění osob a některá pojištění odpovědnosti, zejména pojištění odpovědnosti z provozu vozidla (povinné ručení) nebo pojištění podnikatelů pro případ pracovních úrazů.
Ostatní pojištění jsou dobrovolná na základě smlouvy uzavřené s pojišťovnou. Její zákonnou součástí bývají všeobecné pojistné podmínky, které v České republice vydává Ministerstvo financí a pojišťovny je musí dodržovat.
Jednotlivé pojišťovny mohou krýt rizika plynoucí ze smluv s klienty z podnikatelské sféry z vlastních prostředků jen z určité části. Zbývající část rizik, zejména pro velké a také méně běžné případy pojištění podniků, běžně sjednávají u jiné pojišťovny buď společné pojištění (tzv. soupojištění) anebo je mohou smluvně přenést na specializovanou instituci, zajišťovnu.

## Pojišťovny v Česku
Pojišťovnictví v Česku upravuje zákon č. 277/2009 Sb., o pojišťovnictví. Jsou zřizovány na základě koncese, tzn. předpokladem pro výkon pojišťovací činnosti je získání patřičného povolení. Toto povolení uděluje Česká národní banka na základě žádosti podnikatelů. Pojišťovna musí mít základní kapitál alespoň ve výši 65-200 mil. Kč v závislosti na zvolených odvětvích (pojištění neživotní či životní/rezervotvorné), protože každá nově vznikající pojišťovna musí být dostatečně kapitálově vybavena, aby hned od počátku mohla vyplácet pojistné plnění.

## Vlastnická struktura pojišťoven
| Pojišťovna                     | Majoritní vlastník     | Výše podílu | Sídlo majoritního vlastníka |
| ------------------------------ | ---------------------- | ----------- | --------------------------- |
| Česká pojišťovna               | Assicurazioni Generali | 60%         | Itálie                      |
| Kooperativa pojišťovna         | Vienna Insurance Group | 96%         | Rakousko                    |
| Allianz                        | Allianz                | 100%        | Německo                     |
| ČSOB pojišťovna                | KBC Group              | 44%         | Belgie                      |
| Generali pojišťovna            | Assicurazioni Generali | 100%        | Itálie                      |
| Česká podnikatelská pojišťovna | Vienna Insurance Group | 100%        | Rakousko                    |
| Pojišťovna České spořitelny    | Vienna Insurance Group | 95%         | Rakousko                    |
| Uniqua                         | Uniqua                 | 100%        | Rakousko                    |
| NN                             | NN group               | 100%        | Nizozemsko                  |
| MetLife                        | MetLife Inc.           | 100%        | USA                         |
| Cardif                         | BNP Paribasy           | 100%        | Francie                     |
| Komerční pojišťovna            | Société Générale       | 80%         | Francie                     |
| AXA – životní pojištění        | AXA                    | 100%        | Francie                     |
| Aegon                          | Aegon                  | 100%        | Nizozemsko                  |

### Zisk pojišťoven
Pojišťovny průměrně dosahují čistého zisku okolo 25 % z obratu, což je mnohem více ve srovnání s automobilkami, které mnohdy dosahují zisku z obratu jen okolo 2 %. Ziskovost pojišťoven překonává všechny jiné velké podniky, jako jsou dopravní podniky, automobilky, ale třeba i obchodní řetězce.[zdroj?]
Pojišťovny působící v České republice mohou mít formu akciové společnosti, družstva nebo i státního podniku. Kromě tuzemských mohou mít v České republice zastoupení i zahraniční pojišťovny. Některé druhy pojištění mohou poskytovat i banky, spořitelny, případně cestovní kanceláře.[zdroj⁠?!]

### Seznam pojišťoven působících v Česku
V České republice působí v červenci 2017 51 pojišťoven a poboček zahraničních pojišťoven. Česká asociace pojišťoven má 27 řádných členů a 2 členy se zvláštním statutem (stav ke dni 23.11.2018).

#### Pojišťovny
- AEGON Pojišťovna
- Allianz pojišťovna
- AXA pojišťovna
- AXA životní pojišťovna
- BNP Paribas Cardif Pojišťovna
- Credendo – Short-Term EU Risks úvěrová pojišťovna
- Česká kancelář pojistitelů
- Česká podnikatelská pojišťovna
- Česká pojišťovna
- Česká pojišťovna ZDRAVÍ
- ČSOB Pojišťovna
- Direct pojišťovna
- ERGO pojišťovna
- ERV Evropská pojišťovna
- Exportní garanční a pojišťovací společnost
- Generali Pojišťovna
- HALALI, všeobecná pojišťovna
- Hasičská vzájemná pojišťovna
- Komerční pojišťovna
- Kooperativa pojišťovna
- Pojišťovna České spořitelny
- Maxima pojišťovna
- MetLife
- NN životní pojišťovna
- Pojišťovna VZP
- První klubová pojišťovna
- Servisní pojišťovna
- Slavia pojišťovna
- Uniqa pojišťovna
- Vitalitas pojišťovna

#### Pobočky zahraničních pojišťoven
- AEGON Hungary Closed Company Ltd., organizační složka
- AIG Europe Limited, organizační složka pro Českou republiku
- Atradius Crédito y Caución S.A. de Seguros y Reaseguros, pobočka pro Českou republiku
- AWP P&C Česká republika – odštěpný závod zahraniční právnické osoby
- Basler Lebensversicherungs-Aktiengesellschaft, pobočka pro Českou republiku
- Basler Sachversicherungs – Aktiengesellschaft, pobočka pro Českou republiku
- Chubb European Group Limited, organizační složka
- Colonnade Insurance S.A., organizační složka
- COMPAGNIE FRANCAISE D´ ASSURANCE POUR LE COMMERCE EXTERIEUR organizační složka Česko
- D.A.S. Rechtsschutz AG, pobočka pro ČR
- EULER HERMES SA, organizační složka
- HDI Versicherung AG, organizační složka
- INTER PARTNER ASSISTANCE, organizační složka
- MetLife Europe d.a.c., pobočka pro Českou republiku
- MetLife Europe Insurance d.a.c., pobočka pro Českou republiku
- NN Životná poisťovňa, a.s., pobočka pro Českou republiku
- NN Životní pojišťovna N.V., pobočka pro Českou republiku
- NOVIS Poisťovňa a.s., odštěpný závod
- Österreichische Hagelversicherung – Versicherungsverein auf Gegenseitigkeit, Agra pojišťovna, organizační složka
- QBE INSURANCE (EUROPE) LIMITED, organizační složka
- Stewart Title Limited, organizační složka
- Union poisťovňa, a.s., pobočka pro Českou republiku